# Futebol do Rio Grande do Sul

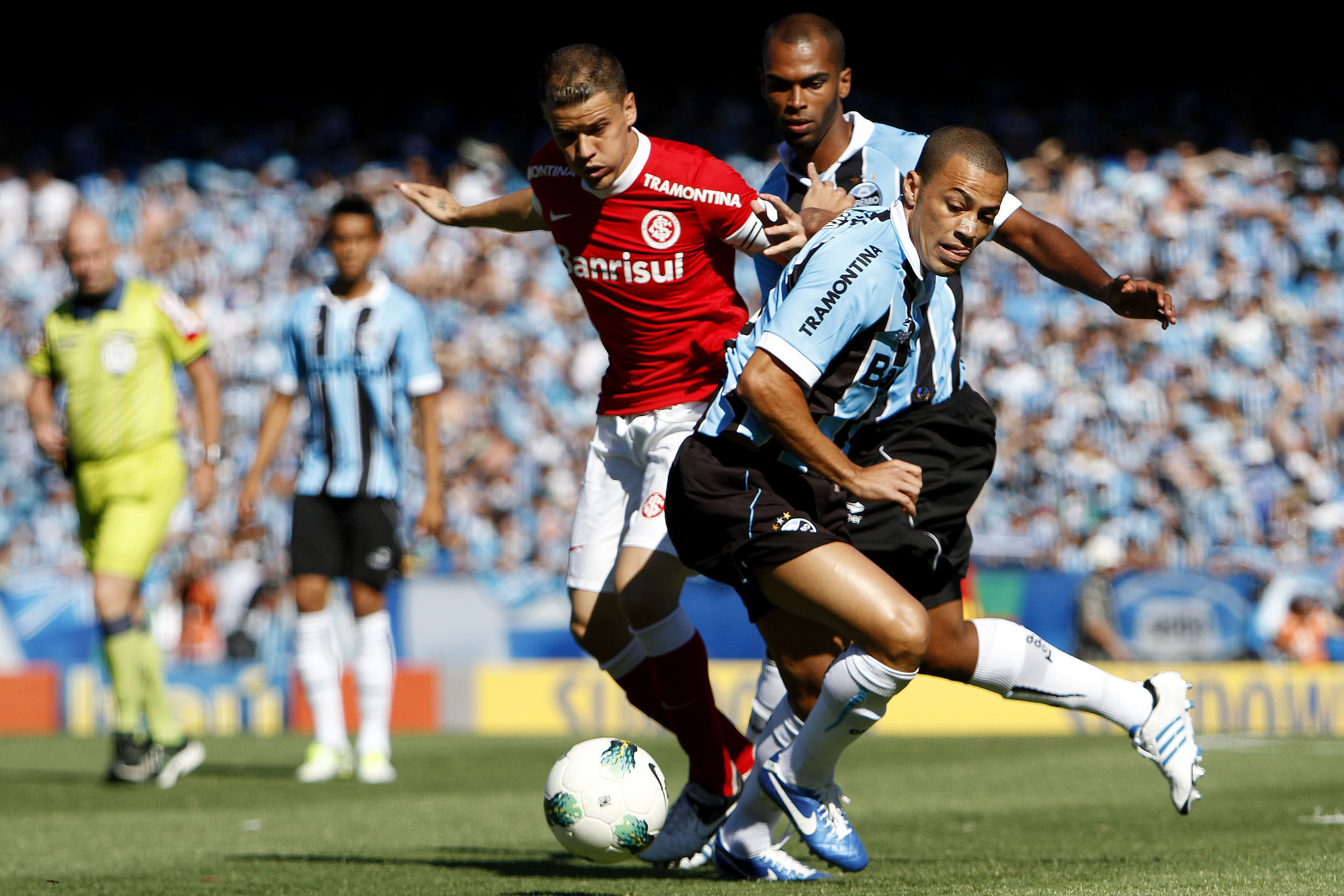
Grenal.

O estado do Rio Grande do Sul é um dos quatro maiores vencedores do futebol brasileiro, junto à São Paulo, Rio de Janeiro e Minas Gerais. 
Destaca-se, principalmente, pela presença de Grêmio, Internacional e Juventude em competições nacionais e/ou internacionais.
O Rio Grande do Sul possui cinco conquistas do Campeonato Brasileiro (três do Internacional e duas do Grêmio) e sete da Copa do Brasil (cinco do Grêmio, uma do Internacional e uma do Juventude). 
O Grêmio com três conquistas e o Internacional com duas da Copa Libertadores da América, alcançaram em mais de uma ocasião o maior título continental que um clube brasileiro pode conquistar, sendo também possuidores de outros títulos relevantes de âmbito estadual, nacional e internacional. 
Como maiores destaques dentre todos, o Rio Grande do Sul possui um título da Copa do Mundo de Clubes, conquistado pelo Internacional, e uma Copa Intercontinental conquistada pelo Grêmio.
Além dos dois maiores clubes, ambos sediados na capital, Porto Alegre, o Rio Grande do Sul possui outros clubes com expressão regional ou nacional relevante e com bom número de torcedores e estádios próprios, notadamente o Juventude de Caxias do Sul, habitualmente presente nas duas principais séries do Campeonato Brasileiro e tendo o título de campeão da Copa do Brasil como o seu mais relevante. A maioria destes clubes é sediada em cidades do interior do estado.

## O início do futebol no Rio Grande do Sul
O futebol chegou ao Rio Grande do Sul, nos últimos anos do século XIX.
O primeiro clube gaúcho que se dedicou inteiramente à prática do futebol, foi o Sport Club Rio Grande, da cidade de Rio Grande, fundado em 19 de julho de 1900, sendo atualmente reconhecido como o mais antigo clube do Brasil dedicado ao futebol em atividade, já que clubes fundados anteriormente eram na origem dedicados a outros esportes, como o Flamengo no Rio de Janeiro, ou estiverem inativos em algum momento. O primeiro jogo oficial do clube foi em 7 de setembro de 1903.
A segunda equipe gaúcha a ser fundada de dedicação integral ao futebol, foi o Esporte Clube 14 de Julho, em Santana do Livramento na fronteira com o Uruguai. O clube foi fundado em 3 de maio de 1902, porém sofreu uma modificação e foi refundado dois meses depois na data homônima 14 de julho do ano de 1902, no dia de sua primeira vitória em uma partida não oficial (esta é considerada pelo clube como a data de sua fundação). Por ser fundado em 1902 o clube é reconhecidamente o terceiro clube mais antigo do Brasil, atrás apenas do também clube gaúcho Sport Club Rio Grande, e da equipe paulista AA Ponte Preta. 
O clube da fronteira gaúcha foi o primeiro do futebol brasileiro a ser reconhecido como vitorioso em uma partida internacional em 1906 contra o Rivera F.C., e o primeiro clube a vencer um torneio internacional em abril do ano de 1909 pela Copa La France, no Uruguai. O 14 de julho sagrou-se também o primeiro vice-campeão brasileiro em torneio internacional, vencendo novamente a La France em 1912.
No dia 15 de setembro de 1903, foram fundados mais dois clubes gaúchos: Grêmio Foot-ball Porto Alegrense e o Fussball Club Porto Alegre, este último encerrou suas atividades na década de 1940.

## A fundação da Federação Gaúcha de Futebol
No dia 18 de maio de 1918, reuniam-se na capital dirigentes do futebol de diversas cidades, este encontro ficou  conhecido como o Primeiro Congresso de Futebol do Rio Grande do Sul. O objetivo deste congresso era unir os clubes existentes, para a realização de disputas estaduais.
Assim era criada a Federação Rio-Grandense de Desporto, hoje conhecida como Federação Gaúcha de Futebol. Esta federação teve reconhecimento oficial pela CBD, Confederação Brasileira de Desportos, no dia 10 de agosto de 1918.
A primeira disputa estadual, popularmente chamado de Gauchão, foi realizada no ano de 1919 com os clubes: Grêmio, Brasil de Pelotas e o 14 de Julho, de Santana do Livramento, campeões citadinos e de suas zonas estaduais.

## Futebol versus preconceito
Até 1910, o futebol era praticado exclusivamente por brancos abastados, a maioria destes imigrantes da Alemanha e da Grã-Bretanha, onde o esporte surgiu. Do mesmo modo que ocorreu no resto do país, a introdução de negros e pobres no esporte gerou conflitos. No Rio Grande do Sul o clube que carrega o galardão histórico de ter sido a primeira a aceitar negros em suas equipes foi o Esporte Clube Americano, de Porto Alegre, apesar da existência de outros clubes de menor expressão que aceitavam — ou eram compostos exclusivamente de — atletas negros em suas equipes.
Em 1925, um jogador negro veste pela primeira vez a camisa colorada. Chamava-se Dirceu Alves e atuava na defesa. Em 1928 o Inter passou a utilizar jogadores negros em seu grupo, prática ainda não adotada pelo rival Grêmio até 1952. Isto acabou fortalecendo a equipe, que não tinha restrições e acabava sempre com os melhores jogadores, além de criar o carinhoso apelido de 'Clube do Povo'. Esta equipe contou com vários dos maiores craques já surgidos no Internacional
Com o histórico de preconceito formado no futebol, tiveram a iniciativa de criar no final da década de 10, a Liga da Canela Preta, esta liga formou times poderosos até a década de 30, alguns deles seriam: União, 8 de Setembro e Rio-Grandense.
Em 1922, a Associação Porto Alegrense de Desporto (APAD) deu a oportunidade para jogadores e clubes negros, causando o fim da Liga Canela Preta.
A partir de 1940, os principais clubes da capital começaram a aceitar os jogadores independentemente de sua etnia, colocando o critério talento acima do critério raça.

## Os principais clubes gaúchos
No Estado do Rio Grande do Sul, existem 466 times profissionais e amadores, e 60 estádios.
Os principais clubes em função do tamanho de suas torcidas, dos seus bons estádios e dos títulos conquistados são:

### Grêmio

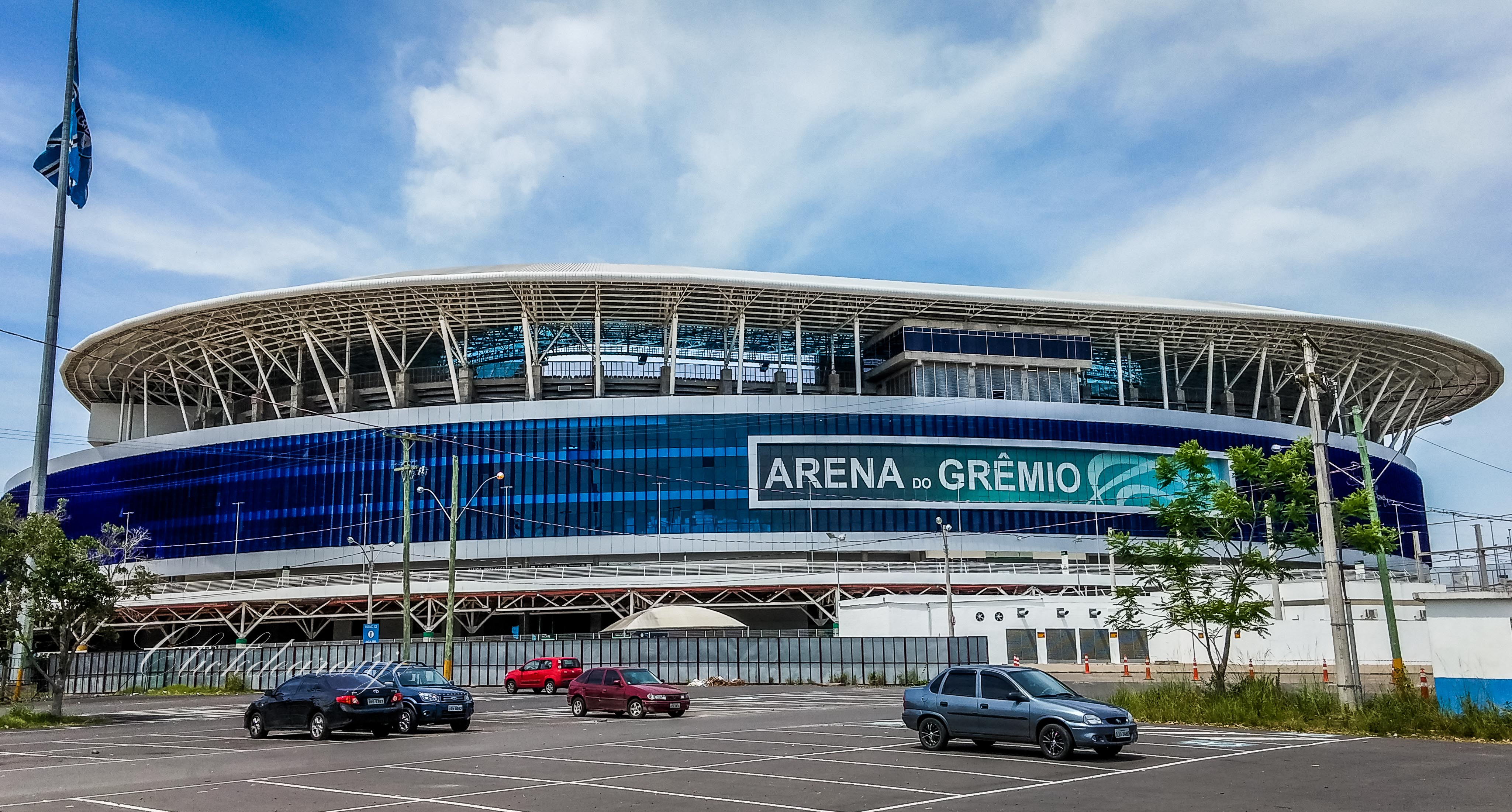
Arena do Grêmio.

Em 15 de setembro de 1903, foi fundado por 32 rapazes, sob a liderança de Cândido Dias da Silva, o Grêmio Foot-Ball Porto Alegrense. Para inaugurar o clube, Cândido teria sido assessorado por dois amigos, sócios do Rio Grande. Nos primeiros anos, o clube foi sediado em um local próprio para jogos e treinos: a Baixada dos Moinhos de Vento.
Em 1954, foi inaugurado o estádio Olímpico, dando início a um período de conquistas marcantes. Foi somente nesta década que o Grêmio teve seu primeiro atleta negro, Tesourinha, um dos jogadores de maior renome desta fase gremista. Outro jogador muito importante da história do clube foi Everaldo, convocado e campeão do mundo na Copa de 1970. Pouco tempo depois, o Grêmio, comandado por Valdir Espinosa ganhou sua primeira Libertadores e sagrou-se, em seguida, campeão do mundo em 1983.
Atualmente o Grêmio possui o maior estádio do RS, e um dos mais modernos do país. Por questões de segurança, tem sua capacidade reduzida, de 60 mil, para pouco menos de 56 mil torcedores.

### Internacional
O Internacional foi fundado no dia 4 de abril de 1909, por iniciativa de três comerciantes da família Poppe (descendentes de italianos), niteroienses recém-chegados de São Paulo. 

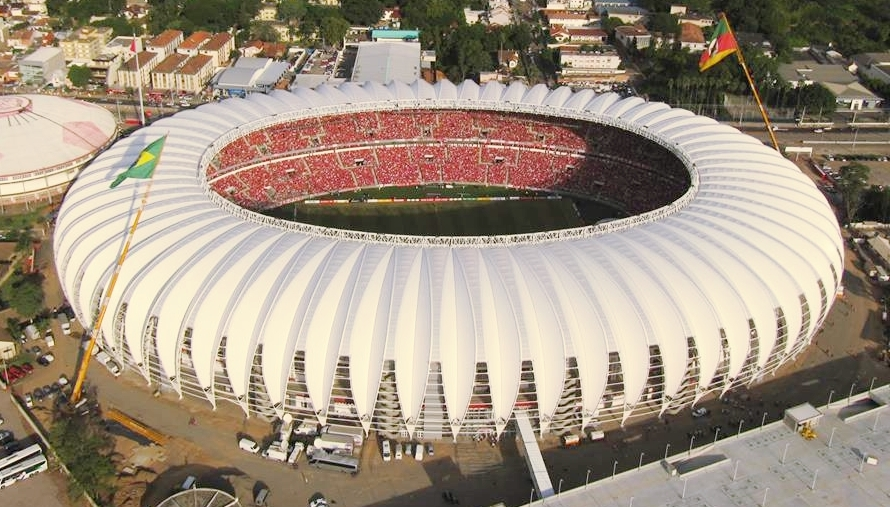
Estádio Beira-Rio.

O Inter foi campeão do mundo em 2006, é tricampeão brasileiro e proprietário do Estádio Beira-Rio, com capacidade para acomodar mais de 50.000 torcedores.

### Caxias

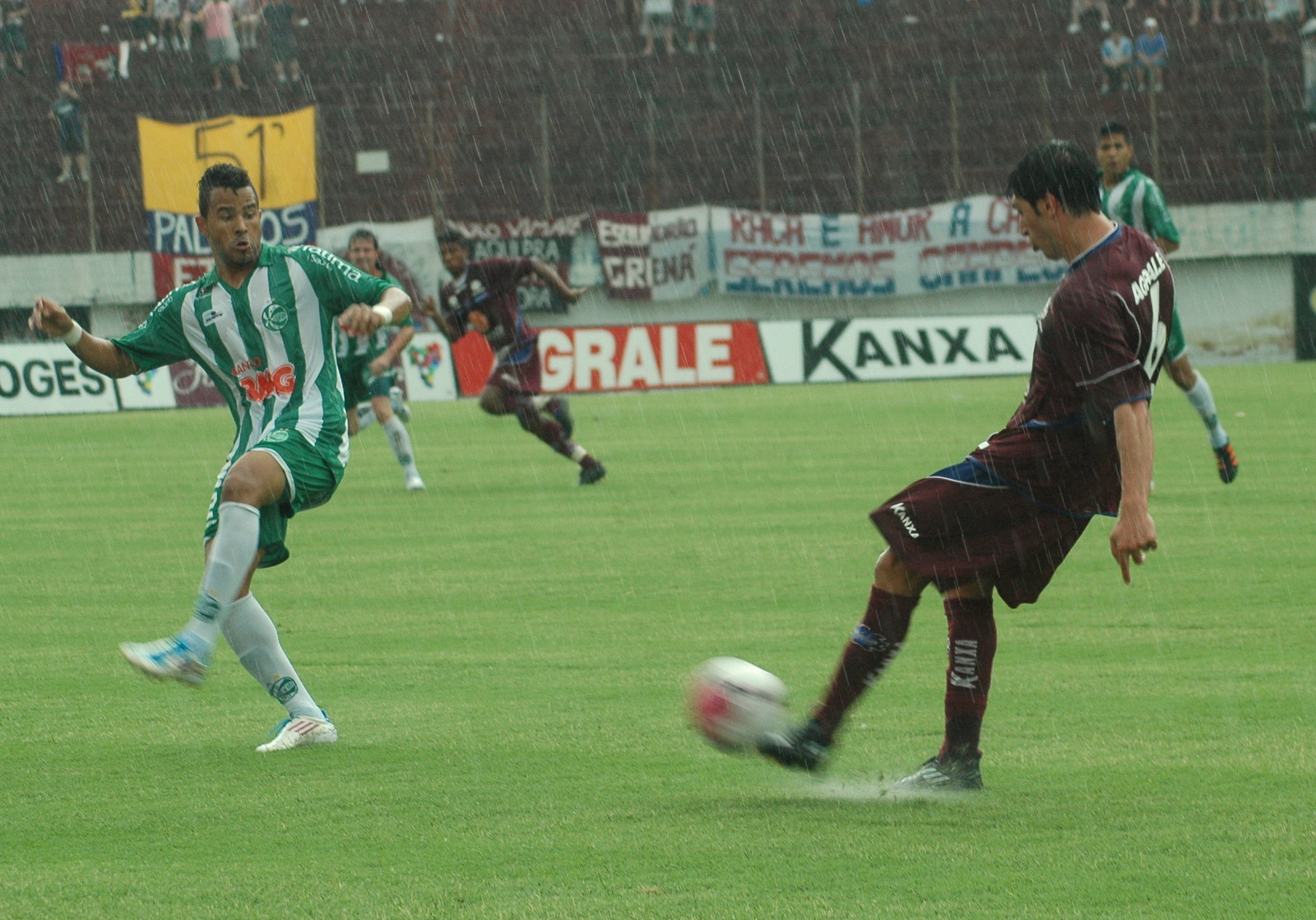
Ca-Ju no Estádio Centenário em 2012.

Campeão estadual de 2000, o primeiro clube do interior gaúcho a participar do Campeonato Brasileiro Série A e o quarto em número de participações nessa competição, o Caxias faz com o Juventude o principal clássico da metade norte do Rio Grande do Sul, o Ca-Ju, considerando a divisão como geograficamente acima e abaixo da capital Porto Alegre.

### Juventude

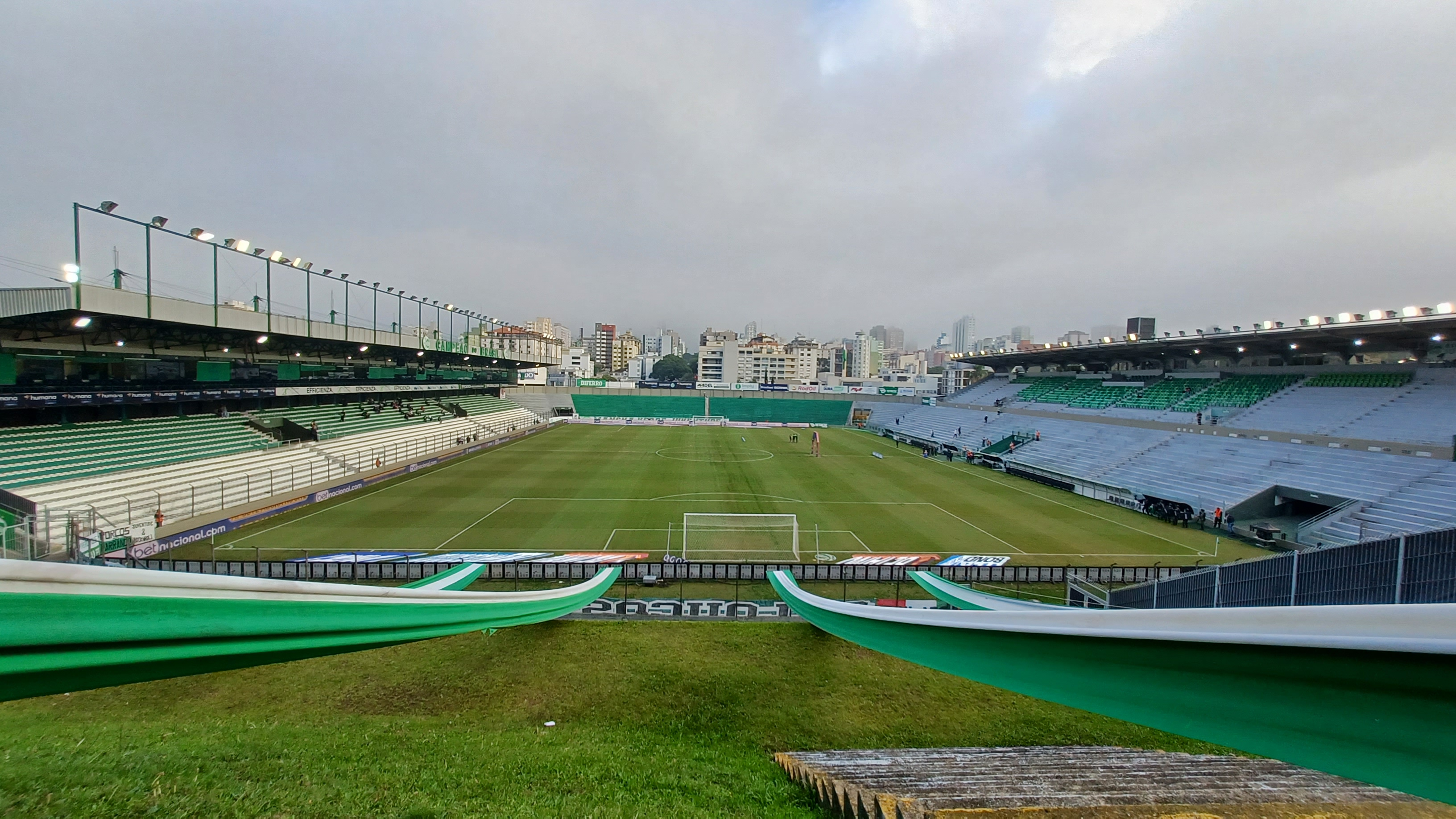
Vista parcial do Estádio Alfredo Jaconi, para cerca de 20.000 pessoas.

Junto com Grêmio e Internacional, um dos três clubes gaúchos campeões da Copa do Brasil, o terceiro com mais participações no Campeonato Brasileiro Série A, laureado também como campeão do Campeonato Brasileiro Série B e do Estado do Rio Grande do Sul em seu cartel.

### Brasil de Pelotas
O Brasil de Pelotas foi fundado no dia 7 de setembro de 1911, data da Independência nacional e homenageando o nome do país. A história do clube teve início após de uma divergência entre dirigentes e jogadores do Sport Club Cruzeiro do Sul, que era mantido e dirigido por funcionários da Cervejaria Haertel. Dois atletas do Cruzeiro do Sul, Breno Corrêa da Silva e Salustiano Brito, resolveram marcar uma reunião de fundação de um novo clube, que teve como local o prédio de nº56 da rua Santa Cruz, em Pelotas, residência do Sr. José Moreira de Brito (pai de Salustiano). Ficou decidido que as cores da camiseta do novo clube seriam verde e amarela, cores destacadas da bandeira nacional. 

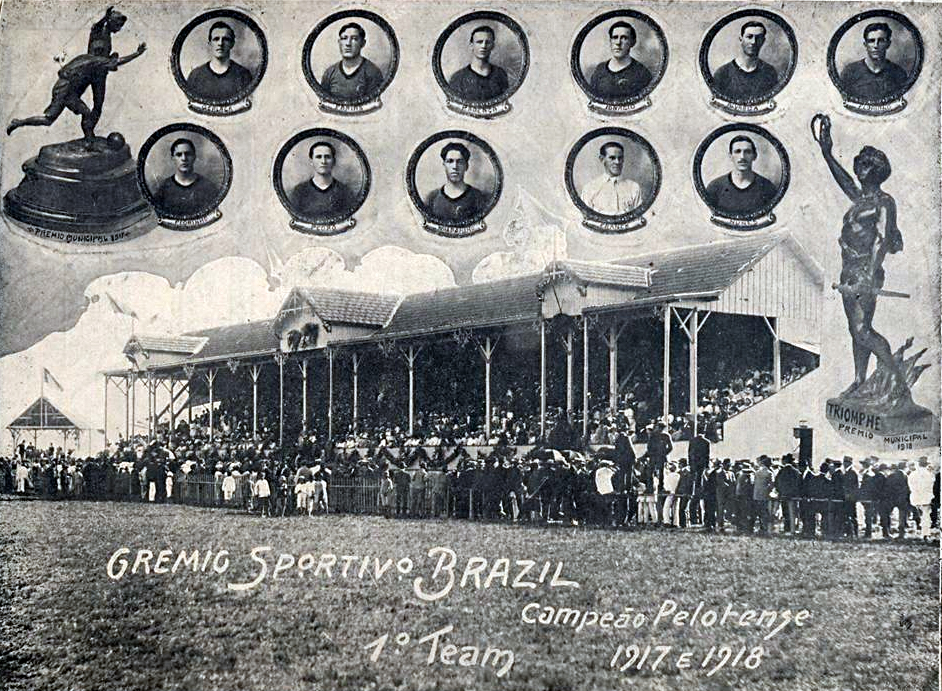
Brasil de Pelotas destaque desde os anos 1910.

Possivelmente, a escolha tenha sido o primeiro fato histórico da rivalidade com o Esporte Clube Pelotas, pois o fardamento de ambos era semelhante. Por isso, o Brasil resolveu adotar as cores do Clube Diamantinos (vermelho e preto), já que o Pelotas havia escolhido as cores do Clube Caixeiral (azul e amarelo) para seu uniforme.
O Brasil é um dos clubes que alcançaram o título de campeão gaúcho, o primeiro campeão, também famoso pelo fanatismo de sua torcida.

### Pelotas

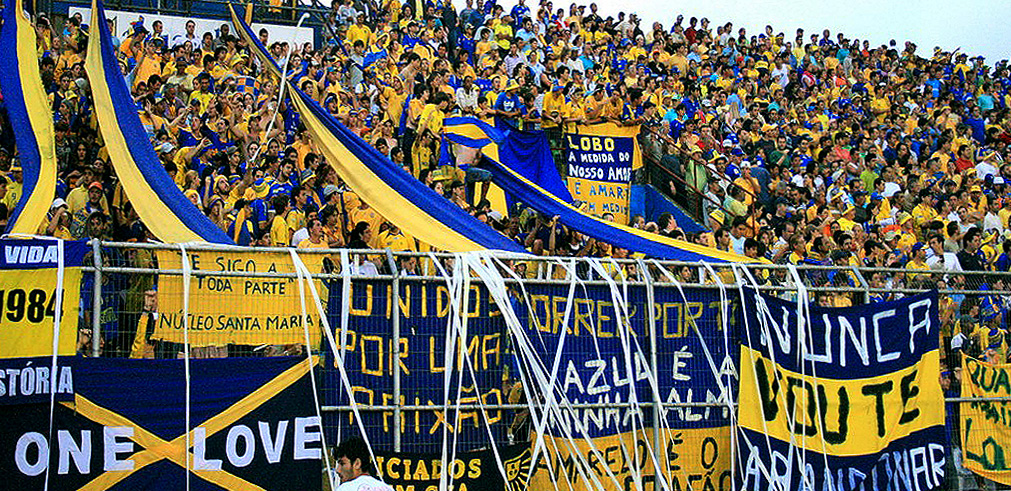
Torcida do Pelotas.

Campeão gaúcho já em 1930, com seis vice-campeonatos gaúchos em seu cartel, faz com o rival Brasil o clássico Bra-Pel, o mais destacado da metade sul do Rio Grande do Sul.

## Títulos continentais
Grêmio e Inter conquistaram por cinco vezes a Copa Libertadores da América.